# Тризуб (футбольна команда)
«Три́зуб» (Філадельфія) — футбольна команда, заснована 1950 року Українським спортовим осередком «Тризуб» (УСО «Тризуб») у Філадельфії, штат Пенсільванія (англ. Ukrainian American Sport Center Tryzub — Philadelphia, PA). В англомовному середовищі відома під назвами: «Tryzub» Philadelphia, «Philadelphia Ukrainians», «Philadelphia Ukrainian Nationals» та «Ukrainian Nationals». Кольори команди — червоний та чорний.
«Юкрейніан Нешнлз» входила до Американської футбольної ліги (англ. American Soccer League), у якій зіграла 13 сезонів. За цей час команда стала шестиразовим чемпіоном ліги (чотири рази поспіль): у 1960/61, 1961/62, 1962/63, 1963/64, 1967/68 та 1970 роках.
«Філадельфія Юкрейніан Нешнлз» — перша в історії Сполучених Штатів команда, чиї домашні матчі транслювалися телебаченням. Також команда зіграла в першому регулярному матчі на критій арені у Конвеншн Холі Атлантик-Сіті (штат Нью-Джерсі).
За час свого існування «Філадельфія Юкрейніан Нешнлз» провела міжнародні товариські зустрічі з такими командами, як «Айнтрахт», «Аустрія», «Вулвергемптон Вондерерз», «Данді», «Данфермлін Атлетік», «Манчестер Сіті», «Манчестер Юнайтед», «Ноттінгем Форест», «Шеффілд Юнайтед», «Штутгарт» тощо.

## Історія

### Філадельфія Юкрейніанз
Перед початком сезону 1957/58 років команда була прийнята до Американської футбольної ліги (ASL). 20 липня 1957 року на щорічних зборах ліги 7 представників клубів—учасників ліги проголосували за прийняття команди; проти проголосував один представник та один утримався. Але вже наприкінці жовтня, через тиждень після початку сезону, гру команди в лізі було призупинено Футбольною асоціацією соккера Сполучених Штатів (англ. United States Soccer Football Association) після скарги Футбольної асоціації Пенсильванії (англ. Pennsylvania Soccer Association), яка до цього, в особі її президента Еда Саллівана (англ. Ed Sullivan), сама активно сприяла вступу «Філадельфія Юкрейніанз» до ліги. За тиждень чемпіонату команда встигла зіграти одну гру, в якій перемогла.
| Рік     | Ліга | Дивізіон | Регулярний сезон                     | Плей-офф | Національний Кубок |
| ------- | ---- | -------- | ------------------------------------ | -------- | ------------------ |
| 1957/58 | ASL  | N/A      | Виступ призупинений після однієї гри | N/A      | N/A                |

### Юкрейніан Нешнлз / Філадельфія Юкрейніанз
Після зняття «Філадельфія Юкрейніанз» з чемпіонату були сформовані три ініціативні групи, які намагалися повернути українську команду до гри. 22 жовтня 1957 року одній з них вдалося зареєструвати в лізі нову команду — «Юкрейніан Нешнлз».
В дебютному сезоні 1957/1958 років команда виборола другі місця в лізі та в кубку ліги — Кубку Льюїса (англ. Lewis Cup).
У другому сезоні 1958/1959 років клуб здобуває свій перший Кубок Льюїса, який залишається в «Юкрейніан Нешнлз» до сезону 1962/1963 років (у 1960-1961 роках кубкові змагання через різні обставини не проводились).
29 травня 1960 року «Юкрейніан Нешнлз» виграє свій перший Національний Кубок Виклику (англ. National Challenge Cup), тим самим вперше з 1936 року повертає його на Схід США та до Філадельфії. Всі переможні м'ячі (п'ять) у фінальній грі забив Михайло Нога. У 8 зіграних кубкових зустрічах виграно 7 матчів та 1 матч завершився внічию, забито 33 м'ячі та пропущено лише 6.
У сезоні 1960/1961 років «Юкрейніан Нешнлз» впевнено виграє своє перше чемпіонське звання в лізі та другий Національний Кубок Виклику, зробивши «дубль» (другий «дубль» у сезоні 1962/1963 років). На шляху до першого чемпіонства команда не зазнала жодної поразки, вигравши 12 зустрічей та звівши 2 до нічиєї. Це дозволило встановити рекорд ліги за два сезони — безпрограшна серія з 27 зустрічей (23 перемоги та 4 нічиї). В наступних сезонах чемпіонський титул також залишається за «Юкрейніан Нешнлз» — загалом чотири рази поспіль.
1961 року Футбольний союз Німеччини запрошує команду для проведення турне в липні-серпні двадцятьма містами країни.
У липні-серпні 1962 року «Юкрейніан Нешнлз» планує зіграти 15 матчів у турне сімома країнами Центральної Америки.
1963 року команда домагається потрійного успіху — здобуває третій чемпіонський титул Американської футбольної ліги, третій Національний Кубок Виклику, а також другий Кубок Льюїса, який цього року розігрувався востаннє. У фіналі з двох матчів за сумою забитих м'ячів «Юкрейніан Нешнлз» виборов перемогу в іншого українського клубу «Ньюарк Юкрейніан Січ».
25 грудня 1963 року «Юкрейніан Нешнлз», використовуючи перерву в змаганнях ліги, вилітає в десятиденне турне до Бермудських островів. З запланованих п'яти матчів вдалося відіграти лише чотири — одна гра не відбулася через сильні дощі. До складу команди також були запрошені троє гравців «Ньюарк Юкрейніан Січ». 3 січня 1964 року футбольна дружина повернулася до Філадельфії.
Після чергового, четвертого поспіль, чемпіонського титулу в сезоні 1963/1964 років команда приєднується на наступний ігровий сезон до «Супер-ліги» Східної професійної футбольної конференції (англ. Eastern Professional Soccer Conference). В дивізіоні «Південь» «Юкрейніан Нешнлз» займає третю сходинку, поступившись переможцю лише двома пунктами. Відразу після першого сезону «Супер-ліга» припиняє свою діяльність, а команда повертається до виступів в Американській футбольній лізі.
12 грудня 1965 року «Юкрейніан Нешнлз» разом з «Нью-Йорк Юкрейніанз» грають у першому регулярному матчі на критій арені в Конвеншн Холі Атлантик-Сіті, штат Нью-Джерсі. Ця зустріч була заявлена організаторами як перший щорічний «Футбольний Кубок Шмідта Атлантик-Сіті» (англ. «Schmidt's Atlantic City Soccer Bowl»). Під час гри були присутні більше 3000 глядачів.
Повернувшись до Американської футбольної ліги, команда виграє 1966 року свій четвертий і цього разу останній Національний Кубок Виклику.
У квітні 1967 року двоє гравців «Юкрейніан Нешнлз» були обрані до Збірної українців США та Канади на гру з шотландською командою «Данді», яка відбулася 10 травня о 20:30 на стадіоні ім. Дж. Ф. Кеннеді в Гаррісоні, штат Нью-Джерсі. Серед обраних — воротар основного складу Володимир Тарнавський і захисник резервного складу Іван Бородяк. Ці міжнародні змагання були спонсоровані братсько-забезпеченевою організацією Український народний союз (УНС) та відбувались під егідою Української Спортової Централі Америки і Канади (УСЦАК). Керівник футбольної дружини Збірної українців — Євген Чижович, який у 1950-х роках також грав за «Юкрейніан Нешнлз».
12-15 листопада 1967 року в Сан-Сальвадорі (Сальвадор) команда бере участь у півфіналі Кубка чемпіонів КОНКАКАФ (фіналі зони Північної та Центральної Америки). Після завершення виступів у Кубку команда отримує пропозицію залишитись ще на тиждень для проведення товариських матчів з місцевими командами, але вимушена була повернутись з огляду на заплановані зустрічі в Американській футбольній лізі.
З 1969 року команда почала грати свої домашні зустрічі у Філадельфії на великому репрезентативному стадіоні Університету Темпл. Для залучення додаткових коштів, необхідних для винайму стадіону, управа клубу започаткувала продаж сезонних квитків на всі змагання «Юкрейніан Нешнлз» у Філадельфії. Такі квитки на 10 ігор команди можна було придбати з 20-відсотковою знижкою в багатьох крамницях та установах міста.
Ще два чемпіонських титули «Юкрейніан Нешнлз» здобуває у сезонах 1967/1968 та 1970 років. Після цього команда полишає Американську футбольну лігу.
| Рік     | Ліга | Дивізіон | Регулярний сезон | Плей-офф            | Національний Кубок |
| ------- | ---- | -------- | ---------------- | ------------------- | ------------------ |
| 1957/58 | ASL  | N/A      | 2                | Відсутній           | ?                  |
| 1958/59 | ASL  | N/A      | 2                | Відсутній           | Півфіналіст        |
| 1959/60 | ASL  | N/A      | 2                | Відсутній           | Володар            |
| 1960/61 | ASL  | N/A      | 1                | Чемпіон (відсутній) | Володар            |
| 1961/62 | ASL  | N/A      | 1                | Чемпіон (відсутній) | Півфіналіст        |
| 1962/63 | ASL  | N/A      | 1                | Чемпіон (відсутній) | Володар            |
| 1963/64 | ASL  | N/A      | 1                | Чемпіон (відсутній) | Фіналіст           |
| 1964/65 | EPSC | South    | 3                | Відсутній           | Півфіналіст        |
| 1965/66 | ASL  | N/A      | 3                | Відсутній           | Володар            |
| 1966/67 | ASL  | North    | 2                | Не кваліфікувалась  | Чвертьфіналіст     |
| 1967/68 | ASL  | First    | 1                | Чемпіон (плей-офф)  | Півфіналіст        |
| 1968    | ASL  | N/A      | 3                | Відсутній           | N/A                |
| 1969    | ASL  | Southern | 3                | Не кваліфікувалась  | Не брали участі    |
| 1970    | ASL  | N/A      | 1                | Чемпіон (відсутній) | Не брали участі    |

1970 року «Філадельфія Юкрейніанз» приєднується до напівпрофесійної ліги Німецько-американської футбольної асоціації (англ. German-American Football Association).
| Рік     | Ліга | Дивізіон | Регулярний сезон (місце в групі) |
| ------- | ---- | -------- | -------------------------------- |
| 1970/71 | GAFA | Major    | 2, South                         |
| 1971/72 | GAFA | Major    | 2, South                         |
| 1972/73 | GAFA | Major    | 5, South                         |
| 1973/74 | GAFA | Major    | 4, South                         |
| 1974/75 | GAFA | Major    | 1, South                         |
| 1975/76 | GAFA | Major    | 1, South                         |

Після 6-ти сезонів у лізі Німецько-американської футбольної асоціації команда зосередила свої зусилля на розвитку аматорського футболу та молодіжних програм.

## Досягнення

### Командні

#### Міжнародні
- Кубок чемпіонів КОНКАКАФ[17]

Півфіналіст: 1967

#### Національні
- Американська футбольна ліга[en][5]

 Шестиразовий чемпіон (чотири рази поспіль): 1960/61, 1961/62, 1962/63, 1963/64, 1967/68, 1970
- Відкритий кубок США з футболу[6][18]

 Чотириразовий володар (двічі поспіль): 1960, 1961, 1963, 1966
 Фіналіст: 1964
- Національний Аматорський Кубок[en][19][20]

 Фіналіст: 1956
- Кубок Льюїса (англ. Lewis Cup)[21][22]

 Дворазовий володар: 1959, 1963
 Фіналіст: 1958
- Філадельфійська футбольна ліга (англ. Philadelphia Soccer League)

 Чемпіон: 1955/56

### Індивідуальні
- 1958[23][24]

Куденко Володимир — «Найцінніший гравець» (англ. Most Valuable Player) Американської футбольної ліги, захисник
- 1959[23][25]

Кулішенко Юрій — «Найцінніший гравець» Американської футбольної ліги, воротар
- 1960[23][26][27]

Медуха Володимир — «Менеджер року» Американської футбольної ліги
Нога Михайло — «Найкращий бомбардир» Американської футбольної ліги (16 голів, безумовний лідер протягом усього сезону), нападник
Рач Андраш — «Найцінніший гравець» Американської футбольної ліги, захисник
- 1961[28]

Нога Михайло — «Найцінніший гравець» Американської футбольної ліги, нападник
- 1963[29][30]

Феррейра Ісмаель — «Найкращий бомбардир» Американської футбольної ліги (14 голів), центральний нападник. Другим та четвертим за забитими м'ячами були також гравці «Юкрейніан Нешнлз» — Нога Михайло (13 голів) та Чижович Володимир (11 голів).
- 1964[31]

Чижович Володимир — «Найкращий бомбардир» Американської футбольної ліги (15 голів), нападник
- 1967[32]

Бенітез Хорхе — «Найкращий бомбардир» Американської футбольної ліги (16 голів), нападник
- 1968[33]

Палетта Хуан — «Найкращий бомбардир» Американської футбольної ліги (14 голів), нападник
- 1969[34]

Трік Альберт — включений до складу «ASL All-Star Team», півзахисник
- 1970[35]

Вальдез Орасіо — «Найкращий воротар» (відстояв чотири «сухі» матчі з дев'яти зіграних, пропустивши лише 10 м'ячів)
Трік Альберт — «Найцінніший гравець» Американської футбольної ліги, півзахисник
Мфум Вілберфорс — «Найкращий бомбардир» Американської футбольної ліги (6 голів), нападник (розділив титул з Хуаном Палеттою з «Філадельфія Спартанс»)

## Міжнародні зустрічі
- 1958[24][36]

18 травня: Збірна Філадельфії — Манчестер Сіті (Англія) 1:6
Збірна Філадельфії складена з гравців «Юкрейніан Нешнлз» та «Юрік Тракерс» (англ. Uhrik Truckers) — команд Американської футбольної ліги.
- 1960[26]

13 лютого: Юкрейніан Нешнлз — Аустрія (Австрія) 2:2 (1:2)
12 червня: Юкрейніан Нешнлз — Манчестер Юнайтед (Англія) 1:10 (1:1)
- 1961[28]

21 травня: Юкрейніан Нешнлз — Терд Ланарк (Шотландія) 1:2
4 червня: Юкрейніан Нешнлз — Штутгарт (Німеччина) 0:1 (0:1)
- 1962[42]

12 травня: Юкрейніан Нешнлз — Шеффілд Юнайтед (Англія) 1:4 (0:3)
20 травня: Юкрейніан Нешнлз — Збірна Північної Німеччини 0:5 (0:1)
10 червня: Збірна Юкр. Нешнлз та Ліги — Саарбрюкен (Німеччина) 1:2
Збірна команда складена з гравців «Юкрейніан Нешнлз» та інших команд ліги (англ. Ukrainian Nationals & United League)
9 вересня: Юкрейніан Нешнлз — Веллінгтон Роверс (Бермуди) 10:1 (8:0)
- 1963[29]

30 травня: Юкрейніан Нешнлз — Вулвергемптон Вондерерз (Англія) 2:3 (2:2)
Перший забитий м'яч у грі — автогол «Юкрейніан Нешнлз» на 13-й хвилині.
Турне до Бермудських островів:
26 грудня: Збірна (до 23) — Юкрейніан Нешнлз 2:8
27 грудня: Пемброк Гамільтон — Юкрейніан Нешнлз 1:3
29 грудня: Збірна (більше 23) — Юкрейніан Нешнлз 2:3
1 січня 1964: Збірна Зірок — Юкрейніан Нешнлз 1:2
- 1965[47][48]

16 травня: Юкрейніан Нешнлз — Ноттінгем Форест (Англія) 2:3 (1:1)
Під час гри «Юкрейніан Нешнлз» двічі веде в рахунку.
- 1967[32]

14 травня: Юкрейніан Нешнлз — Данді (Шотландія) 0:1 (0:0)
19 листопада: Сонсонате (Сальвадор) — Юкрейніан Нешнлз 1:1 (0:1)
Кубок чемпіонів КОНКАКАФ, півфінал (Сан-Сальвадор, Сальвадор):
12 листопада: Альянса — Юкрейніан Нешнлз 2:1 (0:1)
На початку другого тайму суддя вилучив двох гравців «Юкрейніан Нешнлз», решту часу команда догравала вдев'ятьох.
15 листопада: Юкрейніан Нешнлз — Альянса 0:1 (0:0)
- 1968[33][50]

12 червня: Юкрейніан Нешнлз — Данфермлін Атлетік (Шотландія) 0:7 (0:3)

## Тренери
- 1961—1963: Светислав Глишович (Svetislav Glišović)[51]
- 1964—1969: Бар Волтер (Walter Bahr)
- 1971—1975: Чижович Володимир (Walter Chyzowych) — граючий тренер
- 1982—1983: Лесів Юрій (George Lesyw[en])[52] — граючий тренер
- 2008—2019: Борецький Петро (Petro Boretskii)[53] — граючий тренер, головний тренер

## Гравці
- Бар Волтер (Walter Bahr)
- Бенітез Хорхе (Jorge Benitez[en])
- Бест Джон (John Best[en])
- Бородяк Іван (Ivan Borodiak)
- Ілай Олександр (Alex Ely[en])
- Кулішенко Юрій (Yuriy Kulishenko[en])
- Куденко Володимир (Walter Kudenko)
- Лесів Юрій (George Lesyw[en])
- Мендес Оскар (Oscar Méndez)
- Мфум Вілберфорс (Wilberforce Mfum)
- Нога Михайло (Mike Noha)
- О'Ніл Алан (Alan O'Neill[en])
- Палетта Хуан (Juan Paletta[en])
- Рач Андраш (Andy Racz[en])
- Стецьків Остап (Ostap Steckiw)
- Тарнавський Володимир (Wolodymyr Tarnawski)
- Трік Альберт (Albert Trik)
- Хортон Рендольф (Randy Horton[en])
- Чижович Володимир (Walter Chyzowych)
- Чижович Євген (Gene Chyzowych)
- Чижович Ігор (Ihor Chyzowych)
- Феррейра Ісмаель (Ismael Ferreyra)[54]
- Вальдез Орасіо (Horacio Valdez)